# Snøskalkhausen
Der Snøskalkhausen (norwegisch für Schneeschädelstück) ist ein 2650 m hoher Berg im ostantarktischen Königin-Maud-Land. In der Hoelfjella markiert er das südwestliche Ende der Weyprechtberge. 
Erste Luftaufnahmen entstanden bei der Deutschen Antarktischen Expedition (1938–1939) unter der Leitung Alfred Ritschers. Norwegische Kartographen, die ihn auch benannten, kartierten ihn anhand von Vermessungen und Luftaufnahmen der Dritten Norwegischen Antarktisexpedition (1956–1960).